# Iurie Stoicov
Iurie Stoicov (n. 22 martie 1955) este un politician moldovean, deputat în Parlamentul Republicii Moldova, ales în Legislatura 2005-2009 pe listele Partidului Comuniștilor.